# (2905) Plaskett
(2905) Plaskett – planetoida z pasa głównego asteroid okrążająca Słońce w ciągu 4 lat i 255 dni w średniej odległości 2,8 au. Została odkryta 24 stycznia 1982 roku w Lowell Observatory (Anderson Mesa Station) przez Edwarda Bowella. Nazwa planetoidy pochodzi od Johna Plasketta, kanadyjskiego astronoma oraz jego syna Harry'ego Plasketta, również astronoma. Przed nadaniem nazwy planetoida nosiła oznaczenie tymczasowe (2905) 1982 BZ2.